# Tanapox
Tanapox es un virus del género Yatapoxvirus que produjo dos epidemias (1957 y 1962) de enfermedad febril aguda acompañada de lesiones cutáneas en la población de la llanura fluvial del río Tana en Kenia. El virus tanapox produce en los seres humanos un engrosamiento de la epidermis con una extensa degeneración de la capa superficial de células.

## Epidemiología
El tanapox humano se ha documentado principalmente en Kenia y Zaire, pero se cree que se produce mucho más ampliamente en todo el África tropical. Todos los grupos de edad y ambos sexos pueden ser afectados por el virus. Durante las epidemias en Kenia de 1957 y 1962, los casos más frecuentes se produjeron entre personas que trabajan cerca del río. Como resultado de ello, los investigadores concluyeron que probablemente el tanapox es una zoonosis. Sin embargo, no se conocen ni los reservorios ni el modo de transmisión de animales salvajes a los humanos. Una hipótesis sostiene que el virus del tanapox pudiera ser transferido de los monos o de cualquier otro reservorio por artrópodos que actúan como vectores mecánicos. Sólo se ha reportado un caso de transmisión entre humanos.

## Período de incubación
El período de incubación en humanos se desconoce, pero en una persona voluntaria en la que se realizó la inoculación, el eritema y el engrosamiento central apareció el cuarto día después de la infección.

## Sintomatología
La mayoría de los pacientes presentan un leve fiebre preeruptiva que dura 3-4 días, fuertes dolores de cabeza y espalda, y a menudo, picor en el lugar de la piel donde se desarrolla la lesión. Se produce inicialmente un pequeño nódulo, sin ninguna abrasión central. Este pequeño nódulo pronto se convierte en papular y se amplía poco a poco hasta llegar a un diámetro máximo de unos 15 mm al final de la segunda semana de infección. El drenaje de los ganglios linfáticos también aumenta alrededor del quinto día desde la aparición de la lesión cutánea. La lesión sigue siendo principalmente nodular, pero durante la tercera semana úlcera y luego sana poco a poco durante las semanas 5 y 6, dejando una cicatriz.
En Kenia, las lesiones son casi siempre solitarias y se producen en la parte superior del brazo, cara, cuello y el tronco. Por el contrario, en Zaire, el 22% de los pacientes tenían lesiones múltiples, generalmente dos o tres. El número máximo de lesiones en un paciente fue de diez. En el caso de los pacientes del Zaire, las lesiones en su mayoría se encontraban en las extremidades inferiores, con un par de pacientes presentando lesiones en las extremidades superiores, tronco y cabeza.

## Patología y patogénesis
El virus tanapox produce en los seres humanos un engrosamiento de la epidermis con una extensa degeneración de la capa superficial de células. El citoplasma de las células epidérmicas hinchadas se llena de grandes cuerpos de inclusión de tipo B, pleomórficos y eosinofílicos. Los núcleos de las células infectadas también están hinchados, con la cromatina concentrada en la periferia nuclear.